# 依代智行
依代 智行（よりしろ ともゆき、（本名、生年不詳 - 2008年））は日本の漫画家および原画家。
コミックブレイドMASAMUNEにて読切を数作掲載後、月刊ComicREXにて「彼と彼女の境界線」を連載中に死亡。第三話が掲載予定だった2008年3月号に追悼記事が掲載された。

## 主な作品

### 漫画

#### コミックブレイドMASAMUNE掲載
- 黄昏の人形術師（2003年夏季号）
- 暁の狙撃手（2003年秋季号）
- 追憶の華人（2004年冬季号）
- セリュアの約束（2004年初夏号）
- 杏子と餡子と一等星（2004年春季号）

#### 月刊ComicREX掲載
- 彼と彼女の境界線（第2話掲載後に死去）

### 原画
いずれも18禁ゲームである。
- 密月 ～Secret Moon～（メーカー:EVE）
- いたいけな天使たち　～悪夢の病棟～（メーカー:MEGAMI）